# Береза паперова
{{#ifeq:0|0|{{#if:|{{#if:Betulapapyrifera|[[]}}|}}}}
Береза паперова (Betula papyrifera) — листяне дерево роду береза (Betula).

## Опис
Листопадне дерево середнього розміру зазвичай до 20 м (максимум до 40 м) у висоту зі стовбуром до 75 сантиметрів у діаметрі. В лісах, як правило, має один стовбур, але при вирощуванні як ландшафтна рослина може розвивати кілька стовбурів або розгалужуватися близько до землі.
Береза паперова зазвичай доволі недовговічна. Погано переносить спеку та вологість і може жити лише 30 років у зонах від шостої та вище, тоді як в регіонах з холоднішим кліматом може рости понад 100 років. Добре росте на багатьох типах ґрунтів.
Дерево відоме своєю корою, що утворюється шарами. У старих берез вона іноді розтріскується і відшаровується тонкими стрічками. Кора берез містить водовідштовхувальну речовину суберин.

## Життєвий цикл
Скидає листя на зиму.

## Поширення та середовище існування
У природних умовах зростає у листяних та хвойних лісах, на околицях боліт, долинах річок у помірній зоні США та Канади. Культивується в Західній Європі.

## Практичне використання
Індіанці споруджували з кори цього дерева (березовий луб) каное, дахи для осель і навіть посуд. Взимку гілки цього дерева є основним кормом для лосів.

## Галерея

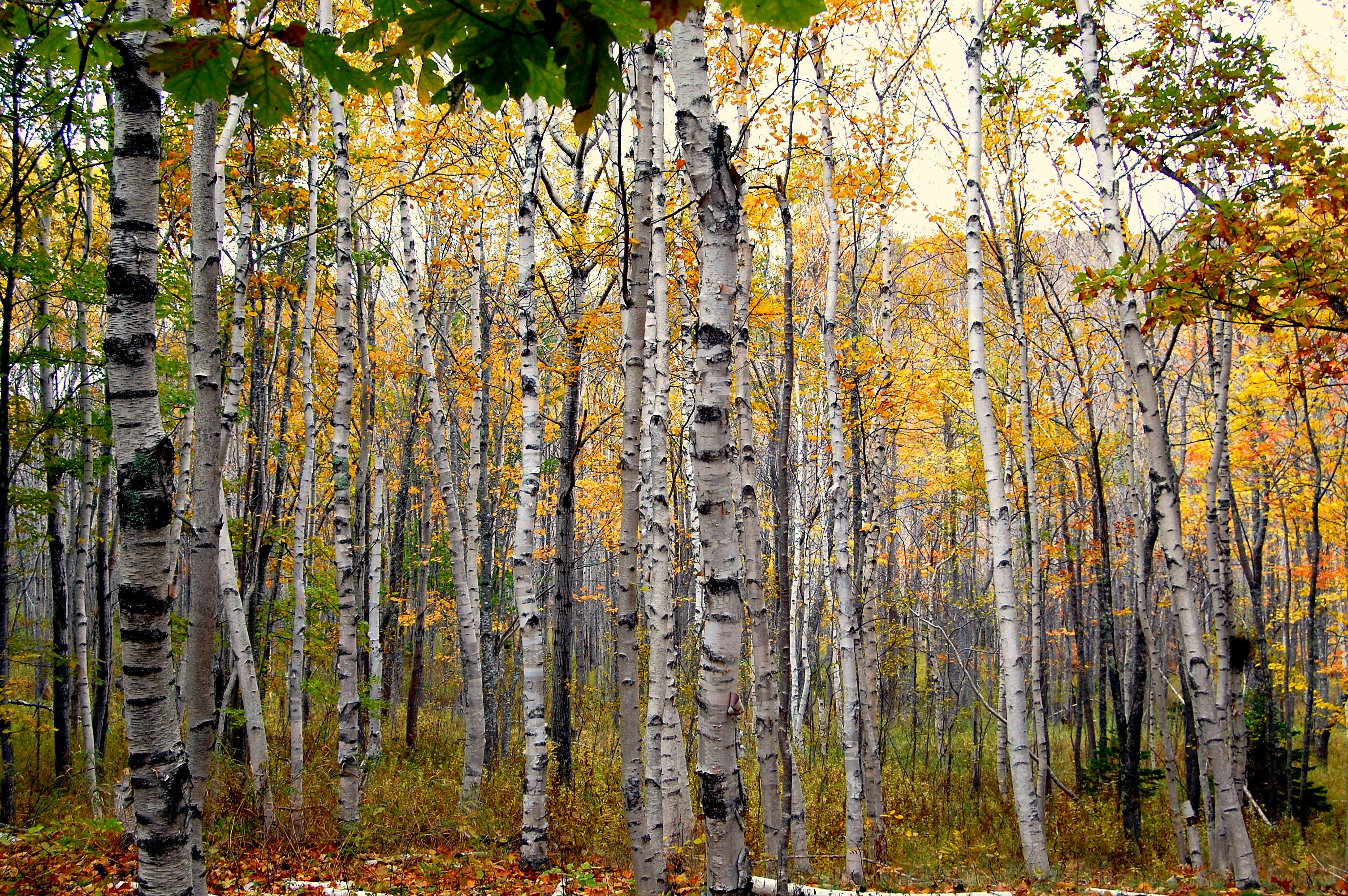
Ліс з берези паперової
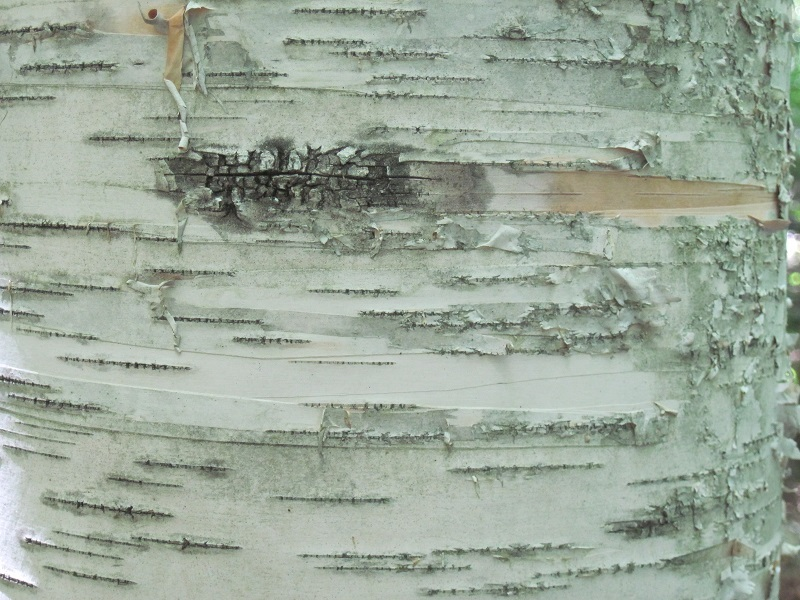
Кора
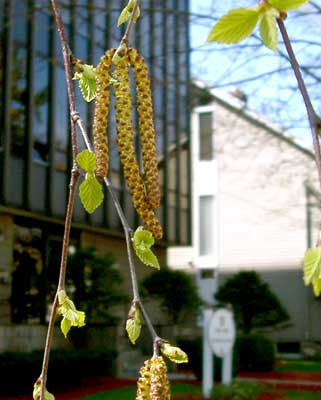
Сережки
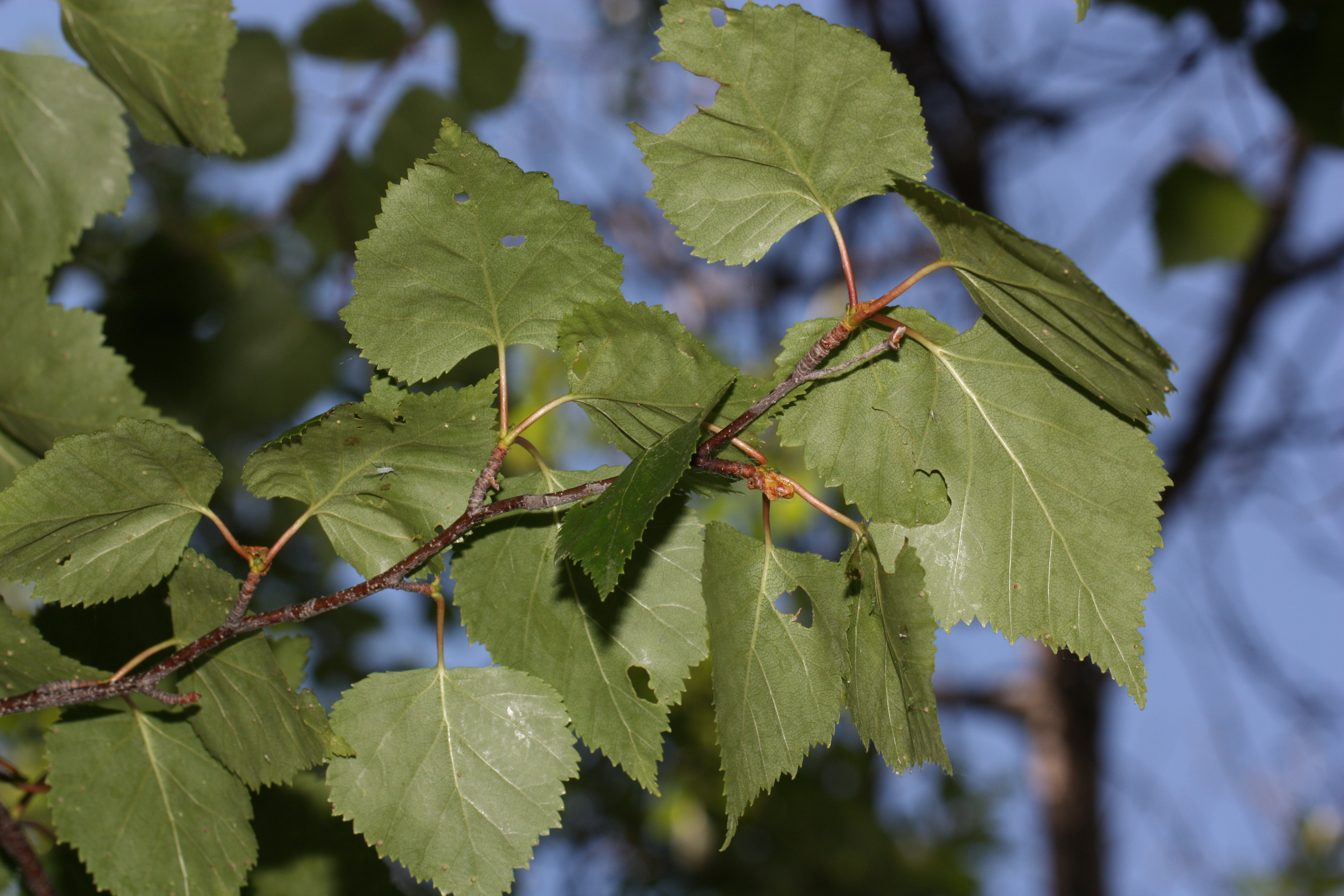
Листя